# Irmgard Kuhlee

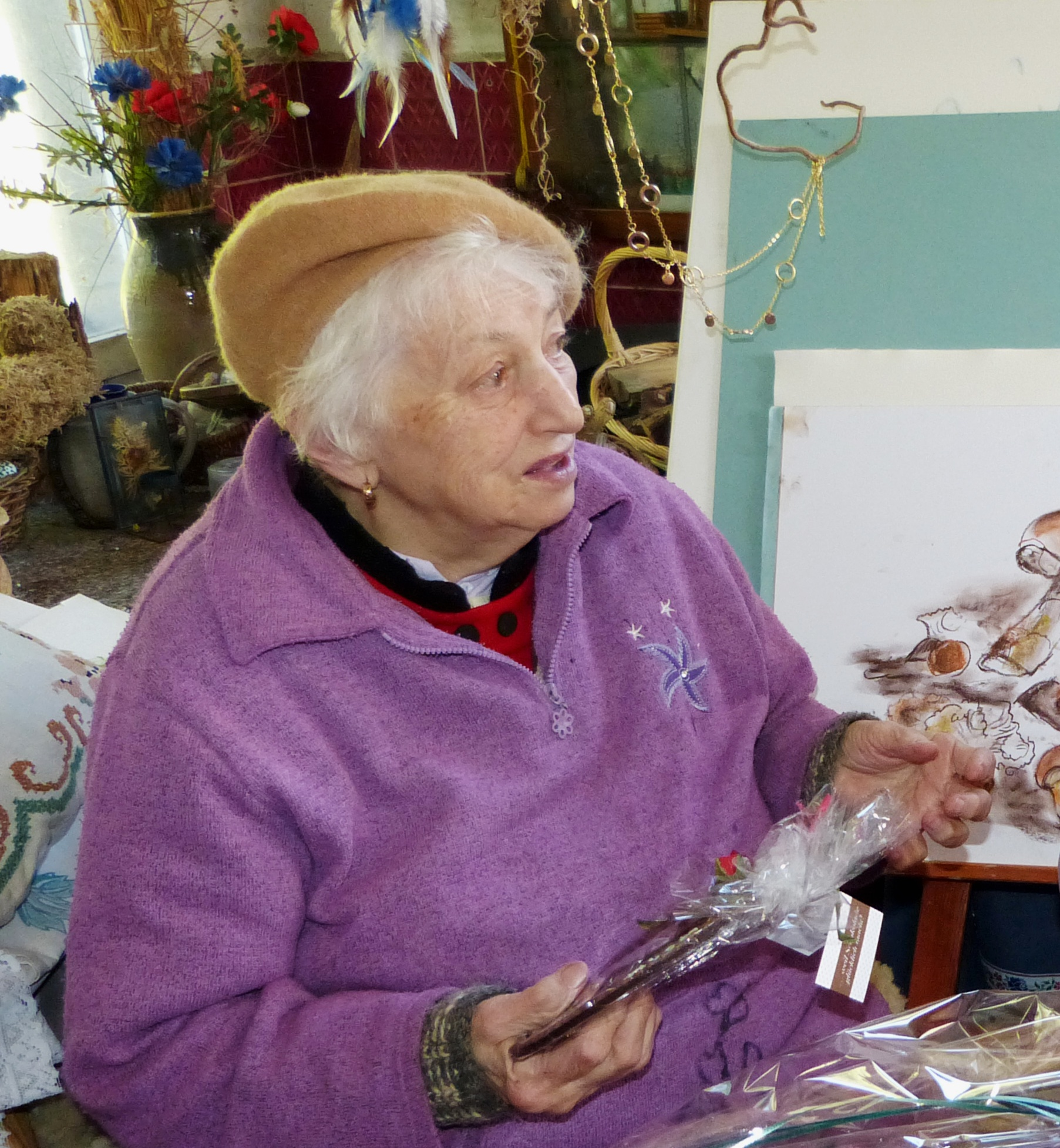
Irmgard Kuhlee (2015)

Irmgard Kuhlee (* 17. August 1927 in Berlin; † 9. Dezember 2018 in Laubusch) war eine deutsch-sorbische Malerin und Volkskünstlerin.

## Persönliches
Irmgard Kuhlee wurde am 17. August 1927 als Irmgard Lother im Berliner Stadtbezirk Wilmersdorf geboren. Sie wuchs in einfachen Verhältnissen als Tochter einer Arbeiterfamilie in Berlin-Siemensstadt auf. Die Schule besuchte sie ab 1934, zuerst in Berlin-Tegel und von 1938 bis 1942 die dreiklassige Volksschule in Groß Buckow. Im Jahr 1938, nach der Trennung der Eltern, war sie mit Mutter Anna in das Haus am See zu ihrer Großmutter nach Groß Buckow unweit von Spremberg gezogen.
1943 lernte sie Ewald Kuhlee kennen, den sie am 27. August 1949 in Stradow heiratete. Sie haben zwei gemeinsame Kinder, die Söhne Werner und Lothar Kuhlee. Seit dem 20. August 1980 ist Irmgard Kuhlee verwitwet. Am 9. Dezember 2018 verstarb sie in einem Pflegeheim in Laubusch unweit von Hoyerswerda.

## Entwicklung
Am 1. Juni 1943 begann sie eine Ausbildung zur Fotografin in Cottbus. Mit der näher kommenden Front, die im April 1945 den Raum Spremberg erreichte, musste sie diese Ausbildung jedoch am 14. April 1945 unterbrechen und konnte sie erst am 1. April 1947 weiter fortsetzen. Am 15. Mai 1948 schloss sie ihre Ausbildung zur Fotografin erfolgreich ab. Ihre erste Anstellung als Fotografin fand sie von Februar bis Juli 1949 bei einem Fotogeschäft in Döbern. Im Frühjahr 1953 wurde sie Angestellte bei einem Fotografen in Spremberg, bei dem sie bis zum Jahr 1966 tätig war.
Im Jahr 1956 hatte sie die Leitung einer Handarbeitsgemeinschaft im Schulkombinat Radeweise übernommen, welche sie über 40 Jahr innehatte. Weitere Zirkel und Arbeitsgruppen folgten. Die dort gezeigten bzw. gelehrten Fähigkeiten reichten vom Malen und Handarbeiten bis zum Ostereier verzieren (alte sorbische Tradition). Später kamen bei verschiedenen Zirkeln, die sie für Erwachsene leitete, auch Techniken wie Sticken, Knüpfen, Applikationen, Perlenstickerei und auch Lederarbeiten und Linol- und Scherenschnitte hinzu.
Beruflich war sie, nach einem kurzen Abstecher zu einem örtlichen Handwerksbetrieb, bis 1971 beim kommunalen Wohnungsunternehmen tätig. Am 1. Januar 1974 konnte sie dann eine Anstellung annehmen, die nun voll und ganz ihren eigentlichen Interessen Kultur und Kunst entsprach. Sie wurde als kulturpolitische Mitarbeiterin des Rates des Kreises und als begleitende Tätigkeit in einem Kulturhaus eingestellt, wo sie bis 1976 tätig war.
1975 gründete sie in Groß Buckow die Ortsgruppe der Domowina. Anfang der 70er Jahre stellte sie das erste Mal selbst gemalte Bilder öffentlich aus. Auf Empfehlung des Rates des Kreises wurde sie zur weiteren Förderung, auf die Zentrale Sorbische Sprachschule nach Dissenchen delegiert. In den kommenden sieben Jahren absolvierte sie dort drei Sprachlehrgänge, einen in Niedersorbisch und zwei in Polnisch.
1976 belegte sie an der Abendschule ein dreijähriges Studium für Kunst und Malerei, welches sie im Juni 1979 an der Hochschule für Bildende Künste in Dresden erfolgreich abschloss. Am 16. März 1979 gehört sie zu den Mitbegründern des "Konsultationspunktes Volkskunst", der an diesem Tag in Spremberg eröffnet wurde. Mit dem erfolgreichen Abschluss des Studiums machte sie sich 1980 als Malerin, Grafikerin und Textilgestalterin selbständig.

## Werke (Auswahl)
Irmgard Kuhlee hat in der Zeit ihres aktiven Schaffens mehrere hundert Bilder in verschiedenen Maltechniken geschaffen, dies hier stellt nur eine sehr kleine Auswahl dar, die dies verdeutlichen soll.
- See an meinem Haus in Groß Buckow mit dem Kirchturm, (um 1975), farbige Kreide
- Die Straße Ich weiß nicht wohin, (1980), Öl
- Fuchsienbrücke in Bad Muskau, (1982),  Aquarell
- Letzte Baumblüte in Groß Buckow, (1983)
- Die Wucht des Parks, Bad Muskau, (1983), Bleistift
- Sorbin im Profil, (1983), Kohle
- Groß Buckow Dorfplatz, (1985), Radierung
- Die ausgezeichnete Brigade, (1987), 2270 mm × 1260 mm, Öl auf Hartfaser
- Am Kollerberg, (1987), Öl
- Frieda Nakoinz beim Kartoffelhacken, (1993), braune Kreide
- Die heilige Barbara (2010), Öl auf Leinwand

## Auszeichnungen
- "Verdienstmedaille für künstlerisches Volksschaffen der DDR" (1985)
- "Besondere Verdienste für die Stadt Spremberg" (2004)

## Sonstiges
- Im Jahr 2014 wurde ein Dokumentarfilm "Meine Modelle müssen leben" über das Leben und Schaffen der Malerin und sorbischen Volkskünstlerin uraufgeführt. Direkt nach dieser Uraufführung wurde der Film mit dem Sonderpreis der Lausitziale "Die Perle der Lausitz", eine in Morreiche gefasste blaue Glasperle, ausgezeichnet.[3][4][5]
- 2010 Buchveröffentlichung "Zeitenlauf" im REGIA Verlag, Erinnerungen der Künstlerin Irmgard Kuhlee